# Hranice nemožného
Hranice nemožného (v anglickém originále Fringe) je americký sci-fi seriál, vytvořený J. J. Abramsem, Alexem Kurtzmanem a Robertem Orcim. Je popisován jako jakýsi hybrid seriálů Akta X, Altered States, The Twilight Zone a Černý anděl.
Americká premiéra první řady proběhla 9. září 2008, druhá začala 17. září 2009, třetí 23. září 2010, čtvrtá 23. září 2011 a pátá 28. září 2012, vše na stanici Fox.
V Česku byl seriál premiérově vysílán od 5. února 2010 pod názvem Hranice nemožného. Na stanici Nova Cinema byla odvysílána první a druhá řada, zatímco třetí, čtvrtou a pátou řadu bylo možné poprvé zhlédnout na stanici Fanda.

## Postavy a obsazení

### Hlavní postavy
| Anna Torv      | Olivie Dunhamová – speciální agentka FBI, která byla pověřena vyšetřovat ty nejzvláštnější případy. |
| Joshua Jackson | Peter Bishop – všeuměl, kterého musela Olivie vyhledat, aby mohla spolupracovat s jeho otcem, Walterem a který hraje ve třetí sérii velkou roli.                                                                              |
| John Noble     | Dr. Walter Bishop – šílený vědec, dříve pracující pro vládu Spojených států ve věcech spojených s okrajovými vědami, který byl po nehodě v laboratoři, při které zemřela jeho asistentka umístěn do ústavu pro duševně choré. |
| Lance Reddick  | Phillip Broyles – agent Národní bezpečnosti, který vede divizi Fringe. |
| Jasika Nicole  | Astrid Farnsworthová – mladší agentka FBI, která asistuje Olivii a Walterovi. |
| Blair Brown    | Nina Sharpová – výkonná ředitelka nadnárodní společnosti Massive Dynamic, která stojí v čele technologického pokroku na Zemi.                                                                                                 |
| Kirk Acevedo   | Charlie Francis – Oliviin blízký přítel a kolega v FBI, který byl na začátku 2. série zavražděn, ale jeho role se udržela v paralelním vesmíru, kde hraje také Charlieho Francise.                                            |

### Další postavy
| Leonard Nimoy    | William Bell – Walterův bývalý kolega, později zakladatel a ředitel Massive Dynamic.            |
| Michael Cerveris | September (alias Pozorovatel) – pozorovatel a kronikář výjimečných událostí v historii lidstva. |
| Kevin Corrigan   | Sam Weiss – Oliviin amatérský psycholog a majitel bowlingové dráhy v Bostonu.                   |
| Ryan Mcdonald    | Brandon – vědec pracující pro Massive Dynamic.                                                  |
| Mark Valley      | John Scott – Olviin bývalý partner v FBI i v osobním životě.                                    |

## Popis seriálu
Seriál sleduje agenty FBI z divize Fringe, jejichž hlavní základnou je Boston, Massachusetts, USA. Tým složený z agentů a vědců pracuje na případech, které souvisejí s takzvanými okrajovými vědami. Jejich hlavní náplní je vyšetřování takzvaného "Vzorce", což je série nevysvětlitelných případů, které bývají z velké části bizarní a odehrávají se po celém světě.
Seriál je natáčen jako řada příběhů, zdánlivě spolu nesouvisejících. Většina případů vyšetřovaných divizí Fringe však souvisí s takzvaným Vzorcem, který má vést k něčemu mnohem většímu. Vyšetřovací tým se tak setkává s řadou fenoménů, jako jsou mutace, chiméry, nadpřirozené schopnosti, manipulace s DNA a další. Řada případů také souvisí s technologiemi, které si běžný člověk nedokáže představit, jako teleportace, technologie k pozorování či vstupu do alternativního světa, či technologie pro průchod pevnou hmotou. - V seriálu se také nachází několik dalších příběhů, které jsou propleteny do jednotlivých epizod. Například tajemní Pozorovatelé, minulost Petera Bishopa (který byl v roce 1985 po výzkumech jeho otce Waltera Bishopa unesen z paralelního vesmíru) či výzkumy nadnárodní společnosti Massive Dynamic.
Seriál je velmi zajímavý a originální nejen díky řešeným případům agentky Olivie, ale také díky vlastnímu ději. Mimo jiné se také dozvídáme o výzkumech Waltera Bishopa v 80. letech, kterými se snažil prozkoumat paralelní vesmír.

### 1. řada
1. řada tohoto seriálu se zabývá různými zločiny, které spolu zdánlivě nesouvisejí a klade především otázky - v této sérii se poprvé objevuje korporace Massive Dynamic, která má ve všem prsty, Pozorovatelé a tajemství Waltera Bishopa. Největším padouchem je v této sérii David Robert Jones, který se snaží přejít do paralelního vesmíru a zabít zde Williama Bella, zakladatele Massive Dynamic, který se sem uchýlil z důvodů, které se dozvídáme v druhé řadě. V posledním díle této série jsou do děje definitivně zakomponovány paralelní vesmíry, když je sem přenesena Olivie Dunhamová, která se zde sejde s Williamem Bellem.

### 2. řada
Nový den ve starém městě (A New Day in the Old Town)
2. řada začíná návratem Olivie Dunhamové z paralelního vesmíru, kdy proletí sklem auta a upadne do kómatu, ale naštěstí se probudí. Tým zjistí, že nehoda, při které Olivie málem zemřela není nehodou, a že jí stále hrozí nebezpečí, za které mohou měňavci - stroje, které na sebe berou lidskou podobu, ale původního vlastníka podoby nejdříve zabijí. Několik bloků od místa nehody najdou tělo odpovídající vraždě měňavcem. Měňavec, který na sebe vzal podobu této mrtvoly poté vchází do obchodu, kde chce psací stroj Selectric 251, který nikdy nebyl vyroben. Prodavač zřejmě tuší, o koho se jedná, a tak mu dá klíče od jakési místnosti pomalované grafity, kde je uprostřed stůl a na něm psací stroj. Z toho, co měňavec napíše, vyplývá, že měl za úkol zabít naši Olivii, ale stroj záhadně odepisuje, že je stále na živu. Peterovi se podaří zjistit, že je Olivie v nebezpečí a jedou do nemocnice, kde honí měňavce, který se pokusil Olivii na pokoji udusit. Charlie Francis ale nestihne včas zareagovat a měňavec se do něj převtělí.
Noc vytoužených úlovků (Night of Desirable Objects)
Na začátku dílu se ocitáme v Lansdale, kde skupina dělníků opravuje silnici. Je konec směny a dělníci jsou připraveni vrátit se domů. Jednoho z dělníků však zarazí cosi podivného v kukuřičném poli, které se nachází hned vedle silnice. Strašák s černou vránou na svém rameni ho donutí více se přiblížit k poli, na zemi však objeví cosi zvláštního. Když se rozhodne věc si více prohlédnout, zjistí, že se jedná o ruku. Tou je však stažen přímo do země. Z rádia je slyšet, že za posledních několik týdnů je v oblasti pohřešováno šest osob. Na místo nastupuje oddělení Fringe, do kterého je nasazen měňavec Charlie a do kterého se vrátila Olivie, kterou propustili z nemocnice. Walter v laboratoři zjistí, že cestování mezi vesmíry má vedlejší účinky, které se u Olivie brzy začnou projevovat - všechny zvuky slyší velice silně - kapot kapek, dýchaní apod. Mezitím Olivie navštíví Ninu Sharpovou, která jí poví o svém boji s rakovinou a o člověku, který jí pomohl - o muži jménem Sam Weiss. Mezitím tým narazí na muže jménem Hughes, který kdysi ztratil manželku a syna a rozhodnou se těla exhumovat, ale čeká je nemilé překvapení - tělo malého dítěte není v rakvi - je zde pouze otvor, kterým se dítě nejspíše podhrabalo. Naleznou tajnou místnost, ve které celou dobu Hughes dítě vychovával. Olivie nalezne i tajnou chodbu, je však chycena a odvlečena samotným podzemním stvořením. Peter běží Olivii na pomoc, když se stvoření snaží utéct z podzemí ven, začne hrabat a svrhne na sebe policejní vozidlo. Následně na to umírá. Olivie večer, když si dává sprchu, znovu slyší věci, které nejsou normální – praskání bublinek, mluvení lidí, kteří nejsou blízko... Rozhodne se tedy, že navštíví Sama Weisse, muže, na kterého dostala kontakt od Niny Sharpové. Zároveň Charlie opět navštíví obchod, kde je psací stroj Selectric 251 a dostává rozkaz, že má přinutit Olivii, aby si vzpomněla na to, co předcházelo nehodě.
Tříštivý (Fracture)
Na začátku dílu se ocitáme v Pensylvánii, když si dvojice místních policistů dává pauzu. Jeden z nich jde pro kávu, když v tom druhému kdosi volá. Policista má za úkol dostavit se na nádraží a setkat se s mužem, který bude mít na sobě černý kabát a v ruce černý kufřík. Stane se však něco, co ani samotný policista nečekal. Náhle dojde k výpadku elektřiny a policista začne doslova tuhnout. Chvíli poté exploduje. Olivie si stále nemůže vzpomenout na události a na setkání s Bellem. Pravidelně tedy navštěvuje Sama Weisse, který jí pomáhá. Upozorňuje ji, že má brzy očekávat bolesti hlavy, které budou nehodou způsobeny. Tým se na místo útoku vydá, nenalezne ale zdroj bomby, ale pozůstatky strážníka Gillespieho, který byl bombou. Walter po ohledání těla najde, že na sobě má vpichy po nějakém séru... Tým odhalí, že si sérum píchal od doby, co byl v Iráku a spolupracoval na tajném projektu. Peter a Olivie se tedy vydávají do Iráku, kde se snaží najít doktory, kteří s tímto projektem mohou mít něco společného - naleznou jednoho doktora, který jim poví o látce, které byli vojáci vystaveni, ale většina z nich nepřežila - pouze ten strážník a několik dalších - mezi nimi i žena jménem Burgessová. Doktor se zmiňuje také o plukovníkovi, který chtěl v programu pokračovat – plukovníkovi Gordonovi. Na poslední chvíli se týmu podaří Burgessovou zachránit a plukovníka Gordona zatknout. Ke konci dílu jde Olivie znovu k Samovi, podaří se mu udělat pokrok. Hůl, kterou po nehodě Olivie stále nosila u sebe a o kterou se opírala, už není potřeba. Na konci dílu Gordon vypráví o nebezpečí, které se chystá. Kdo je muž v černém kabátě s černým kufříkem? Vidíme, že kufřík nese Pozorovateli a v něm jsou fotografie. Fotografie Waltera. Muž v černém kabátě je pouze jeho poslíčkem.
Opožděná setrvačnost (Momentum Deferred)
Začátek dílu se odehrává ve státu Massachusetts, kde skupina mužů odváží ze skladu mražené hlavy. Jeden muž zabije ochranku a náklad si odváží. Další muž je s ním, měňavec - zabije ho až kulka do hlavy. Walter přijde na způsob, jak pomoci Olivii, aby si vzpomněla na události, které se staly. Aby si Olivie vzpomněla, musí sníst hlísty, ta se rozhodne koktejl vypít. Tým se vydává na místo, kde se v noci stala loupež. Walter prohledává tělo měňavce, z kterého teče rtuť a Olivii se pomocí záblesků pomalu vrací vzpomínky. Walter objeví zařízení, kterým se měňavci přeměňují. Falešný Charlie se setkává s tajemným mužem, který v noci zabil čtyři muže. Zdá se, že hledají jednu určitou hlavu, v této várce ji však nenašli, zmiňuje se také o tom, že Olivie si začíná vzpomínat a že by možná mohla vědět, kde se hlava, kterou hledají, může nacházet. Možná právě to byl důvod, proč ji Bell povolal na druhou stranu, aby ji varoval před tím, co se chystá. Walter mezitím ve své laboratoři prozkoumává tělo měňavce. Domnívá se, že právě rtuť zapříčiňuje to, že podoba, kterou na sebe berou, zůstává zachována. Přijde také na to, že měňavec, který se pokusil zabít Olivii, je pořád někde mezi námi. Objeví také způsob, jak ho nalézt - stačí kontaktovat Rebeku Kibnerovou. Ta kdysi spolupracovala s Walterem a podařilo se jí rozpoznat věci z druhé strany. Olivie jde s přístrojem, který byl u oběti měňavce nalezen do Massive Dynamic, tam jí řeknou, že z přístroje je možné zjistit, jakou podobu má poslední oběť. Teď, když má Olivie i funkční přístroj, může z toho zničeného přijít na to, kdo se jí celou dobu snažil zabít. Peter jde s Walterem navštívit Rebeku, která by mohla pomoct Olivii poznat měňavce. Rebeka popisuje, že měňavce, které viděla, měli kolem sebe jakousi záři. V laboratoři je Rebeka připravena, když však Peter zazvoní na zvonek, který by měl Rebeku uvést do transu, omdlí Olivie. Ocitáme se tam, kde jsme na konci první sezóny skončili - Olivie se nachází v jednom z newyorských Dvojčat, Bell se jí snaží varovat před lidmi, kteří se tomuto setkání snažili zabránit. Je vidět, že ani Bellovi pobyt na druhé straně moc neprospívá, aby se mu lépe dýchalo, používá dýchací přístroj. Vypráví Olivii o blížící se válce a o bráně, kterou musí tací, jako je ona, střežit. Také vypráví o skupině hybridů, na půl lidech a na půl strojích, nám jsou známější jako měňavci - ti dokáží procházet mezi světy, aniž by se jim cokoliv stalo. Měňavci na naší straně hledají někoho, kdo jim otevře dveře mezi dvěma vesmíry a pokud ho najdu, již je nic nezastaví. Proto ho Olivie musí najít jako první, pozná ho podle symbolu, který ji Bell ukázal a který se nachází na hlavě hledaného člověka. Olivie se probouzí. Nutně musí mluvit s Ninou Sharpovou, aby jí řekla o symbolu, který jí Bell ukázal. Nina Olivii vysvětlí frázi, kterou Bell vyslovil – velká bouře. Pokud by totiž došlo k otevření brány mezi světy, došlo by ke kolizi. Pouze jeden svět by mohl existovat a ten druhý by zanikl. Od falešného Charlieho Olivie obdrží SMS, ve které jí píše, že Nina je měňavec a ať okamžitě odejde. Falešný Charlie už čeká před budovou Massive Dynamic a pokusí se zabít Olivii, která ho ale zabije. Charlie stačí však ještě zatelefonovat a říct někomu na druhé straně telefonu, kde se hledaná hlava nachází. Hlavu ukradnou a připojí ji k záhadnému tělu.
Logika snů (Dream Logic)
Olivie navštíví znovu Sama, aby mu poděkovala za to, že jí pomohl vzpomenout si. Zároveň se však těžko vyrovnává se smrtí Charlieho.
V Seattlu se mezitím Greg, zaměstnanec jedné firmy, vrací do práce. Místo však normálních obličejů svých kolegů vidí příšery. Svého vlastního šéfa zabije. Tým je rozhodnutý přijít záhadě na kloub. Když přijedou taxíkem do nemocnice, kde se Greg nachází, požádá Olivie taxikáře o vizitku. Dostala za úkol si je brát od všech lidí, kteří na sobě budou nosit červenou barvu. Sam Weiss předpokládá, že to bude způsob, jak se dokáže vyrovnat se smrtí Charlieho. Tým postupem času zjistí, že za záhadu může doktor Nayak, který krade svém pacientům sny. Olivie v závěru dílu rozluští vzkaz, který pomocí vizitek zjistila – Budeš v pořádku. V závěru dílu vidíme, co se zdá Peterovi. O tom, jak ho jednou v noci v pokoji navštívil jeho otec a vzal pryč. Nebo to snad nebyl sen?
Pozemšťan (Earthling)
Muž se snaží překvapit svou ženu uspořádáním romantického večera k jejich výročí, v domě se však začnou dít podivné věci. Když se žena vrátí domů, je mile překvapena, že její muž je již doma, sedí v křesle bez jediné známky pohnutí. Žena začíná mít obavy a když k muži přijde blíže a dotkne se ho, změní se muž v popel. Walter prohledává tělo a přichází s myšlenkou, že muži bylo zřejmě něco vpíchnuto do těla. Muž se jmenuje Randy Dancik. Broyles řešil podobný případ před čtyřmi lety, kdy se několik obětí proměnilo také v prach, každá z obětí buď pracovala nebo navštívila nemocnici Tyson General v D.C. Po třetím úmrtí se Broylesovi ozval muž, který znal všechny detaily případu. Detaily, které mohl znát pouze vrah. Dal Broylesovi také vzorec, pomocí kterého by mohli zastavit sérii vražd, ale nebyl rozluštěn. Stín se znovu objevuje v nemocnici, do které se tým vydává, protože Randy Danick zde byl před svou smrtí. V nemocnici dojde k další vraždě. FBI však najde stopu, která vede k Tomasi Koslovovi, který pracoval v nemocnici v D.C., ale přešel do nemocnice jiné. V místě bydliště ho však nezastihnou, zřejmě tušil, že si pro něj přijdou. Broyles kontaktuje přátele v CIA a dozví se, že Koslov neukradl tajnou ruskou zbraň, ale svého bratra, který byl kosmonautem. Jeho bratr byl totiž v izolovaném prostředí, odkud ho odnesl. Bratr se nacházel v kómatu v jedné z nemocnic. Walter zjistí, že stín radiaci z obětí vysál, když dorazí tým do nemocnice, je už pacient pryč. Kosmonaut nebyl tím, kdo zabíjel, ale podle Waltera to bylo to, co se nacházelo uvnitř něho. Vypadá to tak, že kosmonaut šel na vesmírnou procházku a přivezl si z ní něco v sobě. Organismus, který se dokáže promítat, aniž by vlastně opustil svého hostitele. Walter záhadný vzorec vyřeší, výsledky ale nejsou dobré. Rusové se již tento organismus snažili z těla kosmonauta dostat, ale není to možné. Organismus se spojil s hostitelem a nelze ho oddělit. Když se Timur spojí s Broylesem, řekne mu, jak na tom jeho bratr je. Záhadný organismus si vybírá další oběť – Timur se mění v prach. Naštěstí náš tým ví, kde se Timur s bratrem nachází, stín si jde ale vybrat další oběť. Není šance, jak jeho bratra zachránit, a tak Broyles jedná a zastřelí ho.
Svobodná vůle (Of Human Action)
Tento díl pojednává o příběhu jednoho kluka, který dokáže ovládat mysl ostatních lidí. Hraje oběť únosu a zmanipuluje dva muže, aby požadovali výkupné ve výšce několika milionů dolarů. Tým postupně přijde záhadě na kloub, ale tento kluk ovládne Petera, kterého přinutí jet za chlapcovou matkou. Ta je jedním z důvodů, proč chlapec od otce utekl - otec lhal a říkal, že je matka mrtvá, ale ona utekla a našla si jiného přítele. Na konci dílu se dozvídáme, že chlapec byl testovacím subjektem Massive Dynamic.
Srpen (August)
Tento díl je o velice důležité postavě seriálu Fringe - Pozorovateli. Je to muž, který pozoruje lidstvo už od jeho počátků. V tomto díle se dozvídáme, že je jich více - tento díl se ale věnuje jednomu z nich - Augustovi. Příběh začíná, když August unese jednu dívku naprosto netušící o oddělení Vzorce ani o Pozorovatelích. Dívce nic neudělá, naopak jí ukáže, že bez jeho pomoci by zemřela - letadlo, kterým měla letět se zřítilo do moře a nikdo nepřežil. Ostatním Pozorovatelům se ale Augustův čin nelíbí, protože pro ně dívka není ničím výjimečná, a tak sjednají rovnováhu - najmou nájemného vraha, který má dívku zabít. August ji ale zachrání a sám zemře - před smrtí se ptá Septembera, jiného Pozorovatele, zdali je již dívka výjimečná a on odpoví, že ano. Dále se jí pak už nesnaží nikdo zabít. V Massive Dynamic se dozvídáme, že Pozorovatel je znázorněn na mnoha uměleckých dílech a že jeho přítomnost určuje důležitou událost - objevuje se stále častěji a častěji. Také umí cestovat časem.
Červ (Snakehead)
Tento díl se věnuje čínské medicíně, kdy jeden čínský doktor vymyslel lék, který ale lze získat jedině z jednoho organismu, který pro vývoj potřebuje lidského hostitele. Jako oběti si vybírá lidi z Číny a přilehlých států, kteří chtějí vycestovat z jejich rodné země - když jsou na moři, tak obětím jeho poskoci dají pilulku, ve které se larva nachází. Poté, co je tým informován o mrtvolách vyplavených z moře a zachrání jednu dívku, začne se o případ zajímat. Naštěstí se jim podaří zastavit další loď a najít všechny cestující.
Záležitost mozku (Grey Matters)
Ocitáme kdesi v psychiatrické léčebně, kde dva neznámí muži odebírají třetímu – panu Slaterovi – z hlavy kus mozku. Zřejmě získají, pro co si přišli a rychle mizí. Náš tým se vydává do léčebny. Místní doktorka jim o vloupání vypráví, popisuje pana Slatera jako muže, který trpěl schizofrenií a u nich na klinice je již 14 let. Co více, poté, co pachatelé zmizeli, tak se stav Slatera vrátil do normálu a úplně se uzdravil. Na bezpečnostní kameře, která zachycuje pachatele, si Olivie všimne jednoho z mužů - jedná se o muže, na kterého ji Bell upozorňoval, že otevře průchod do jiného vesmíru - jeho jméno je Thomas Jerome Newton. Walter se snaží přijít na to, co se Newton snažil Slaterovi provést. Domnívá se, že někdo ze Slatera udělal blázna záměrně. Astrid hledá doktora Parise, který měl Slatera na starosti a kterému předepisoval léky. Peter s Olivií znovu navštíví léčebnu, setkají se s ženou, která je posedlá číslem 28 a i na její hlavě naleznou záhadnou jizvu, i ona byla pacientkou doktora Parise. Tým se vydává za třetím člověkem, který má s doktorem co do činění. Walter přichází s domněnkou, že doktor Paris přišel na to, jak uložit mozkovou tkáň do jiného mozku (do mozku našich třech obětí), aniž by odumřela. Newton každému z nich odstranil tuto tkáň a vzal si z ní informace, které potřeboval. Astrid získá informace o doktoru Parisovi z jiné léčebny. Sice netuší, kde se nacházejí, ale zjistí, že doktor několikrát navštívil Waltera při jeho pobytu v St. Claire's, na což si Walter samozřejmě nevzpomíná. Peter na jeho hlavě najde stejnou jizvu, jakou měli ostatní pacienti, kterým doktor Paris prováděl operaci. Walter se podrobí vyšetření mozku, na kterém jsou nalezeny tři jizvy. Zdá se, že Walter je tím, komu byly odebrány tři části mozku a implantovány do třech jiných pacientů. Astrid odveze Waltera domů, ten se necítí dobře, protože dávka valia, která mu byla dána, byla zřejmě dost silná. Walter ví, jak otevřít bránu do jiného světa, již jednou se mu to podařilo a to je zřejmě důvod, proč mu byly odebrány části mozku a uloženy jinam. Jediným způsobem, jak vzpomínky a požadované informace dostat, je implantovat zbylé tři části zpět do mozku Waltera. Tým si to uvědomí, ale Newton je rychlejší a když náš tým dorazí do Walterova domu, je již Walter pryč. Peter však ví, jak ho nalézt, Walter si nechal implantovat do krku čip pro případ, že by se znovu někdy ztratil. Newton je však chytřejší a čip objeví. Peter přijde díky vzpomínkám na to, kde by se mohl Walter nacházet - v domě, kde Peter vyrůstal. Newton od Waltera získá potřebné informace, před odchodem však stačí Walterovi cosi píchnout do ruky. Olivie chytí Newtona, který odjíždí dodávkou, ten má však v ruce eso, píchnul Walterovi látku, která ho do čtyř minut zabije, výměnou za svou svobodu dá Olivii protilátku. Newton je znovu na svobodě a Walter včas zachráněn. Walter si v závěru dílu vybavuje vzpomínku na doktora Parise. Jako diváci však vidíme, že doktor Paris je ve skutečnosti William Bell. Ten je tím, kdo Walterovi odebral části mozku.
Johariho okno (Johari Window)
Policista se po silnici vrací domů, když na cestě natrefí na malého chlapce – Teddyho. Vezme ho na místní stanici, již po cestě si však všimne, že kluk se změní, jeho obličej se zdeformuje. Na policejní stanici se snaží přijít na to, jak je to možné, když do ní vtrhnou nějací muži, kteří policistu a jeho spolupracovníky zabijí a berou si chlapce s sebou. Tým je povolán případ vyšetřovat a postupem času zjistí, že takto zdeformovaní jsou všichni lidé ve městečku Edina, nedalekého od policejní stanice. Broyles volá Olivii a upozorňuje ji na fakt, že v Edině dělala armáda v 70. letech řadu tajných experimentů. Většina materiálů však byla zničena. Vojenský projekt, který prováděli ve městě, se jmenoval „Elephant“ – melodie, kterou si pobrukuje Walter. Co více, motýl, který Walter Astrid přinesel, se změnil v obyčejného mola. A nejen motýl, ale i mrtvý muž, kterého si nechal Walter převést do laboratoře, se změnil ve zdeformovaného člověka. Walter přijde, že tito lidé jsou již deformováni, že dochází pouze k jejich navrácení do normální lidské podoby. Neví, co to však způsobuje. Walter si nakonec díky písničce, kterou si celou dobu pobrukoval, vzpomíná na projekt „Elephant“, na kterém zřejmě kdysi spolupracoval. Vzpomíná na to, jak byla vláda v 70. letech posedlá tím, jak zamaskovat vojáky. Začali experimentovat s elektromagnetickými pulzy. Armáda se domnívala, že pokud dokáže vyprodukovat masivní elektromagnetický pulz, pak by mohli efektivně zašifrovat optický nerv a při správné frekvenci učinit vojáky pouhým okem neviditelnými. Při dlouhodobém používání má za následek genetickou poruchu. Dozvídáme se, že městečko Edina bylo vytvořené pro lidi postižené touto deformací, a že ono bzučení je elektromagnetický pulz, který umožňuje v určitém okruhu od zdroje zvuku lidem vypadat normálně. Tým se rozhodne nechat tajemství tohoto městečka tajemstvím.
Pod povrchem (What Lies Below)
Na začátku dílu jde mladý kluk doručit zásilku do jedné společnosti, když nastoupí do výtahu, setká se s jedním mužem, ten však začne náhle kolabovat a umírá. Z úst mu vystříkne krev, která zabije poslíčka i osoby okolo něj. Tým je povolán na místo a celá budova neprodyšně uzavřena poté, co zemře stejným způsobem poslíček, který s mužem přišel do kontaktu. Walter zjišťuje, že zdrojem tohoto smrtícího onemocnění je jakýsi pradávný druh brouka, který žil před 70 tisíci lety a vyhladil život na celé Zemi. Mezitím zemře jedna žena, která se pokusí dostat z budovy - virus se chce šířit ven. Od Broylese mezitím přebírá velení někdo jiný a chce všechny v budově nechat zabít - včetně Olivie a Petera. Walter naštěstí přijde na lék, podá ho všem infikovaným a zachrání je. V dílu také Walter říká Astrid: "Nesmím nechat znovu zemřít Petera." Co tím myslel?
Mořský koník (The Bishop Revival)
Ocitáme se na židovské svatbě. Zdá se, že vše se odehrává tak, jak má. V jednu chvíli však jedna z žen – Nana – rozpozná muže, kterého zná z minulosti. Se slovy: „To je on“ padá mrtvá k zemi a s ní i několik dalších lidí. Případ pro náš tým jak vyšitý.
Když dorazí tým na místo činu, zjišťuje, že o život přišlo celkem 14 lidí. Všechny oběti jsou ze strany ženicha a vypadá to, že zemřeli udušením. Olivie si na jedné z obětí všimne vytetovaného čísla. Jednalo se o ženu, která přežila holocaust. Jeden ze svědků upozorní na neznámého muže, který jednu z obětí velice rozrušil. Walter s Peterem přijdou na to, co bylo tím, co lidi nakazilo. Jednalo se o toxin, který byl obsažen ve skořicové svíčce. Walter si vzpomene, že něco podobného prováděli nacisti. Snažili se vyrobit chemickou zbraň, která by zabila pouze specifickou skupinu lidí. Podobný případ se odehraje znovu. Tentokrát přijde o život 9 lidí. Tyto oběti však nebyly nijak příbuzné. Walter přijde na to, že toxin je do vzduchu uvolňován teplem. Jedná se o cílený toxin, všechny oběti mají hnědé oči. Walter přijde na to, z čeho je toxin sestaven a jak specifický je. Také si vzpomene, kdo tento toxin stvořil. Jedná se o jeho otce – doktora Roberta Bishopa. Byl vědcem na univerzitě v Berlíně a pracoval jako špión pro Spojence během druhé světové války. Když se Walter snaží najít knihu, ve které by měla formule toxinu být, Peter mu prozradí, že knihy kdysi prodal, protože potřeboval nutně peníze. Vrah se dostane do bytu Waltera a ukradne mu jeho svetr. Peter se vydá do obchodu, kde knihy před deseti lety prodal a snaží se zjistit, kdo je koupil. Chlap jménem Eric Franko. Když se Olivie s Peterem dostanou do jeho domu, zjistí, že se jedná o umělce, který je fascinován nacistickou tematikou, ale s vraždami nemá vůbec nic společného. Peter dostane zpět některé části, které prodal, zdá se však, že není možné, aby pachatel získal knihy, podle kterých by vyrobil tuto zbraň. Kde tedy tyto informace získal? Olivie se dostane na stopu, která ji zavede k pachateli, když však dorazí na místo, pachatel je již dávno pryč a zdá se, že chystá další útok. Náš tým mu v tom musí včas zabránit. Při průzkumu laboratoře si Walter všimne svého svetru, náhle se však začne dusit. Pachatel si pro Waltera přichystal také jeden toxin, naštěstí je Walter včas odveden na vzduch a nic vážnějšího mu není. Peter přijde na to, kde chystá pachatel další útok – jedná o konferenci o toleranci ve světě. Pomocí svíček se chystá zabít desítky lidí. Walterovi se podaří vytvořit toxin, který dokáže pachatele zneškodnit, využil jeho vlastní DNA. V závěru dílu se tak opravdu stane, pachatel je zabit a všichni ostatní jsou v bezpečí. Na konci dílu si Peter prohlíží fotografii, na které je jeho dědeček – Robert Bishop. V pozadí si můžeme všimnout našeho vraha z tohoto dílu.
Jacksonville (Jacksonville)
Na začátku se nacházíme v budově v New Yorku v paralelním vesmíru, která se ale začne bortit a doslova se promíchá s tou z našeho vesmíru. Tým je zavolán na místo a objeví lidi se 2 hlavami, 4 rukama apod. Walter přichází s teorií, že se Thomas Jerome Newton snaží otevřít průchod do paralelního vesmíru, a že dvojhlaví lidé jsou lidé z našeho a paralelního vesmíru k sobě spojení. Aby tým zjistil, co dalšího Newton chystá, tak Walter Olivii přizná, že byla jedním z testovacích subjektů, že se na ní testoval kortexifan, a že dokázala rozpoznat věci z druhé strany. Walter, Olivie a Peter se vydávají do Jacksonville, kde byla školka, ve které Walter prováděl testy. Zkusí Olivii obnovit její schopnost vidět věci z druhé strany, ale nefunguje to a bez úspěchu jedou zpátky do New Yorku. Ve chvíli, kdy se mají Peter s Olivií políbit má Olivie strach, což je jediná emoce, při které může věci z jiného vesmíru vidět. Olivie se tedy rozhlédne po městě a vidí budovu, která se třpytí, a která za chvíli zmizí. Budovu včas evakuují a budova zmizí, zdá se, že v paralelním vesmíru neexistuje. Na konci dílu jde Olivie s Peterem na rande a vidí, že se Peter třpytí - je z paralelního vesmíru. Walter ji prosí, aby nikomu nic neříkala...
Peter (Peter)
Jedná se o speciální retro díl, který by nám měl ukázat, jak Walter dostal Petera na naši stranu. Na začátku dílu se ocitáme v roce 1985, kde mladý Walter představuje na konferenci svůj projekt. Ukazuje okno, kterým je možné nahlížet do druhého vesmíru. Okno, které představuje membránu mezi světy a umožňuje vidět obraz paralelního vesmíru. Říká, že se sem nelze dostat, pouze se do ní může nahlížet. Současný Walter zajde za Olivií, aby jí vyprávěl o tom, jak sem přinesl Petera z paralelního vesmíru. Walter vypráví o tom, jak Peter z naší strany onemocněl a jak se snažil najít lék, ale bylo to nemožné. Díky oknu mohl ale sledovat, jak si vede AlterWalter při hledání léku. Jako diváci zjišťujeme, že druhá strana je na tom technologicky o mnoho lépe, ale ani AlterWallter nemůže na lék přijít. Walter se vrací domů, aby byl s Peterem, který je na tom mnohem hůř. Poznáváme Peterovu matku – Elizabeth. Malý Peter je na tom velice špatně - umírá Walterovi v náručí. Jednou v noci ukáže Walter své manželce okno, kterým nahlíží do druhého vesmíru a ukazuje jí, že kdesi jinde Peter žije. Bohužel ani AlterWalter stále nemůže přijít na to, jak vyrobit lék pro AlterPetera. V jednu chvíli ho už skoro má, je však vyrušen Pozorovatelem. Vidíme, že bez povšimnutí škrtá další pokus, který je tím správným, náš Walter se tedy rozhodne lék vyrobit a pokusí se vymyslet způsob, jak se dostat na druhou stranu a lék tam Peterovi dát. Na druhé straně vidíme dva Pozorovatele, kteří právě vycházejí z kina a setkávají se s třetím, který jim tvrdí, že udělal chybu. Když se AlterWalter snažil vyrobit lék, Pozorovatel ho vyrušil a podle něj se jednalo o důležitou událost. Svým rozhodnutím změnil budoucnost a vytvořil jiné možnosti a musí znovu srovnat rovnováhu. Walter řekne své asistence, že se chystá do druhého vesmíru, aby podal AlterPeterovi lék na uzdravení, když ho AlterWalter díky Pozorovateli přehlédl. Ta ho však varuje o následcích, které jeho rozhodnutí může přinést a co narušení rovnováhy mezi vesmíry může způsobit, on ji ale neposlouchá, je již pevně rozhodnut zachránit AlterPetera. Walter ví, kam se má vydat - k jezeru, kam každý rok spolu s Peterem a jeho matkou jezdili. Walterova asistentka se svěří Nině a ta se rozhodne Walterovi v jeho činu zabránit, je ale pozdě. Walter se dostává do druhého vesmíru a Nina při snaze zabránit mu v tom, přichází o část své pravé ruky - teď už víme, že to nebyla rakovina, kvůli které si musela nechat část ruky amputovat. Walter se ocitá v druhém světě, při průchodu je ale zničena láhev s lékem. Nezbývá mu nic jiného, než AlterPetera přenést do našeho světa, podat mu lék a vrátit ho zase zpět. V druhém světě se náš Walter setkává s AlterElizabeth. Té řekne, že má protilék, který dokáže zachránit jejich syna a že ho musí okamžitě převést do své laboratoře. Když Walter s AlterPeterem přejdou zpět do našeho světa, prolomí se pod nimi led, Pozorovatel je ale zachrání. Když se Walter ptá proč je zachránil, řekne, že chlapec je důležitý, že musí žít. Walter AlterPeterovi ve své laboratoři podá protilék a jeho stav se zlepší. V laboratoři se zároveň objeví Elizabeth, která, když spatří AlterPetera, chce, aby zůstal na této straně.
Olivie v laborce s revolverem. (Olivia. In The Lab. With The Revolver.)
Tento díl opět ukazuje Walterovy kortexifanové testy na dětech - setkáváme se s mužem, který je těžce nemocný a může přenášet rakovinu dotykem - ale pouze kortexifanovým subjektům. Pokaždé, když někoho takto zabije, na chvíli se uzdraví - nakonec objeví i samotnou Olivii, ale ta ho včas zastaví a James Heath je zatknut. Dozvídáme se, že byl také součástí Walterových testů.
Bílý tulipán (White Tulip)
Tento díl začíná, když jeden muž vstoupí do vlakového vagonu a z lidí v něm vysaje jejich veškerou energii. Tým dorazí na místo, nalezne onoho muže a on skočí v čase zpátky do toho vlaku - svět se ocitá v časové smyčce. Podruhé tým postupuje trochu jinak a zjistí důvod, proč muž skáče časem - chce se dostat do momentu, kdy zemřela jeho snoubenka v autě - chce ji z něj vytáhnout. Walter muži poradí jak na to a chce ho odradit, ale nepodaří se mu to, muž skočí do té chvíle, ale se snoubenkou se zapovídá a při nehodě zemře i on. Walter na konci dílu píše Peterovi dopis, protože mu není schopný říct, že je z paralelního vesmíru, ale nakonec dopis spaluje a Peterovi nic neřekne.
Muž z druhé strany (The Man From The Other Side)
Mladý pár kouří marihuanu v autě, když slyší podivné zvuky z místní opuštěné a chátrající budovy. Když se mladík rozhodne zjistit, co se děje, je zabit měňavcem, další z měňavců zabije dívku. Nejprve naleznou mrtvou dívku a tři vpichy v jejích ústech a je jasné, že se jedná o měňavce. Když se rozhodnou prozkoumat i budovu, objeví tělo mrtvého chlapce. To však není všechno, v budově naleznou třetího měňavce, který se však nevyvinul do finální podoby. Walter ho vezme do své laboratoře na prozkoumání. Mezitím dva měňavci navštíví Newtona. Dozvídáme o nové postavě – Ministrovi, nevíme však, o koho se jedná. Díky narušení, které pocházelo z druhého vesmíru, přijdou experti z Massive Dynamic na to, že se následující den stane něco mezi naším a druhým vesmírem. Newton měňavcům rozdává jména osob, každý z nich má za úkol se do dané osoby přeměnit. Dozvídáme se, že Peterova matka nezemřela při autonehodě, ale spáchala sebevraždu. Newton se setkává s měňavcem, který na sebe vzal podobu manažera banky. V bankovním trezoru do země umísťují ampuli. Walter se ve své laboratoři chystá oživit nevyvinutý plod měňavce a podaří se mu to, měňavec začne mluvit o tom, že mají kontaktovat Newtona a o jméně Daniel Verona. Olivie včas zachrání Veronu, Newton tak musí vymyslet jiný plán. Zfinguje svoji smrt a jeho tělo je převezeno do márnice, do místa, kam se Newton potřeboval dostat. Vidíme, že zde ukládá druhou ampuli. Olivie se snaží stále přijít na to, co se druhý den v půl čtvrté má stát. Walter si vzpomíná, co má Newton v plánu - vysvětluje to na pokusu s automobilem, který prováděl kdysi s Bellem. Dokázali totiž automobil poslat pomocí třech harmonických tyčí v rovnostranné trojúhelníkové poloze do druhého světa. Podobný pokus Newton udělal s budovou, zde byl však problém, že budova, kterou poslal z druhého vesmíru k nám, existovala již také v našem vesmíru a došlo ke kolizi. Tentokrát by však k ničemu podobnému nemuselo dojít - díky agentům jak v našem, tak i v druhém vesmíru by mohlo dojít k přenosu věci, která v druhém vesmíru stále existuje, ale v našem nikoliv, nedošlo by k žádné kolizi. Dokonce se věci prohodí - ta, která bude v našem vesmíru, se dostane do druhého a zůstane tam a naopak. Vyžaduje to také to, aby oba vesmíry byly v souladu, což je přesně doba půl čtvrté. Vidíme i posledního měňavce, je jím elektrikář. Peter přijde na to, kde by k přenosu mělo dojít. Prvním bodem je Daniel Verona a nemocnice, ve které pracuje, Astrid přijde s jménem McCallister, který byl nalezen mrtvý se třemi vpichy, máme druhý bod, třetí bod už není tak těžké nalézt, když se jedná o rovnostranný trojúhelník. Máme však dvě možnosti. Olivie si vzpomíná na příběh o tom, jak Walter přenesl přes jezero Petera - voda je tím místem, kde to lze provést nejlépe - most na řece Charles. Na místo dorazí Olivie, Peter a Walter. Jednoho měňavce se podaří Olivii zabít, s druhým dojde k přestřelce, jediný způsob, jak přenosu zabránit, je dostat se co nejblíže k mostu a vytvořit vlny, které by rušily ty, jenž vytváří Newton. Dojde k přenosu a my vidíme, že most z druhé strany se ocitá v té naší. Na mostě vidíme i osobu, která stačí, než Peter přenos zničí přejít na naší stranu. Peter padá zraněný k zemi. Když se v nemocnici probouzí, zjišťujeme, že ví, že nepochází z této strany. Ke konci dílu se dozvídáme, že Peter odešel z nemocnice a nikdo neví kde je.
Hnědá Bety (Brown Betty)
Jedná se o speciální muzikálový díl, ve které se Walter doslova zfetuje a vypráví neteři Olivie smyšlený příběh.
Peterova cesta (Northwest Pasage)
Ocitáme se v Noyo County ve Washingtonu, Peter si v místní restauraci dává zákusek a domlouvá si rande se servírkou. Dívka mu nabídne CD, když v noci uzavírá restauraci a jde ke svému autu, je unesena. Ocitá se kdesi jinde a leží na lůžku a jí někdo z hlavy vyndává část mozku. Mezitím v motelu na recepci usnul Peter, který čekal na servírku a kdosi mu volá, ale na druhé straně linky slyší jen divné škrábání a kvílení. Když se rozhodne zajet do restaurace, kde se setkali, všimne si, že všude kolem jsou policisté - dívka je pohřešovaná a on je poslední, kdo ji viděl. Potkává šerifa Mathisovou a zástupce Fergusona. Mezi svědky, kteří jsou na místě, si všimne Newtona, ale jak rychle se ale objevil, tak rychle také mizí. Peter se rozhodne ukázat Mathisové, co má na mysli tím, že ze servírky chtěli získat informace, které ani ona sama neví. Pak se rozhodne ubytovat v hotelu Northwest Passage pod jménem Gene Cowan. Zdá se, že i zde ho neznámí vystopovali, znovu totiž obdrží telefonát, co více, unesena byla další osoba, tentokrát zástupce šerifa Ferguson. Peter s Mathisovou se ho rozhodnou najít. Mathisová a Peter se vydávají na místo, kam měl Ferguson naposledy namířeno - na most, kde bylo nalezeno tělo mrtvé servírky. Na mostě Peter zaslechne ty podivné zvuky, které celou dobu slyšel v telefonátech, které obdržel. Vydá se až do lesa, kde zahlédne Newtona s nějakým neznámým mužem. Peter začne střílet, ale oba chlápci jsou již pryč, narazí pouze na Mathisovou, kterou začne podezřívat, že je měňavec, je však později jasné, že ona v tom nemá prsty. Pak přijde zpráva, že se našlo tělo mladé dívky – Gwynn. Peter si však nemůže vzpomenout, zda dívku někde viděl. Při zpáteční cestě lesem narazí na opuštěný automobil, který patřil Gwynn, zdá se, že dívka zastavila nějakému policistovi - možná Fergusonovi nebo někomu, kdo se za něj vydával – měňavec. Peter přijde na způsob, jak Newtona vystopovat, ve výsledku ho to dovede až na starou mlékařskou farmu. Když jde Mathisová zavolat pomoc, všimne si Peter na poličce mlékárenského domu vypáleného CD s nápisem Peter z Bostonu. Jedná o CD, které mu měla přinést mrtvá servírka. Zdá se, že majitel mlékárnyy byl dívkami posedlý a že s Newtonem nemá nic společného - On byl tím, kdo zabil všechny dívky a kdo držel Fergusona v zajetí. Ten je naštěstí nalezen. Walter přijde na to, jak najít Petera, předměty, které pocházejí z druhé strany, vyřazují stejnou energii, jakou vyřazuje také Peter. Pomocí přístroje by bylo možné určit, kde se Peter nachází. Walter se bojí, že když ho najde, tak ten mu nebude schopen odpustit, Olivie je v hledání rychlejší, nabídne Walterovi, aby jel s ní, ale jsou příliš pomalí... Do pokoje v motelu, kde je ubytovaný Peter, přichází Newton a není sám. Společně s ním se setkáváme s AlterWalterem - on byl nazýván Ministrem.
Na rruhé straně, 1. část (Over There: Part 1)
Na začátku dílu se ocitáme v paralelním vesmíru, kde velitelství oddělení Vzorce zachytilo energetickou stopu v Brooklynu. Tým se vydává do akce. Jako diváci máme možnost vidět AlterCharlieho, AlterOlivii, AlterBroylese a AlterLincolna (osoba pro nás zatím neznámá). Na místě se dozvídáme, že se jedná o třetí stupeň ohrožení a že hrozí rozpad místa pokud nebude oblast dána do karantény. Poznáváme také AlterAstrid, která je jiná, než jakou ji známe z tohoto světa, vyhodnotí data, ze kterých se ukáže, že karanténa není nutná, tým však na místě činu objeví ještě další podezřelou věc. Tělo mrtvého muže, později zjistíme, že se jedná o Jamese Heatha. V pozadí je sledují už nám dobře známí lidé – Walter, Olivie, Nick Lane a Sally Clarková.
Pak se díl v čase posune do o 36 hodin zpět a do našeho vesmíru: Olivie popíjí v baru, když kolem ní náhle projde Pozorovatel a zanechá jí kus papíru, na kterém je obrázek záhadného přístroje. Walter si vzpomíná na to, že jeden z Pozorovatelů mu kdysi řekl, že nesmí dovolit, aby se Peter vrátil na druhou stranu, jinak se stane něco strašného. Zdá se, že záhadný přístroj má co do činění s Peterem. Olivie se chce vydat za ním na druhou stranu, cesta je jediná – přes Masive Dynamic. Olivie požádá Ninu o pomoc dostat se na druhou stranu. Zdá se, že Bellovi se povedlo přejít, bohužel však teď neví, jak se vrátit zpět, v úvahu nepřipadá ani varianta, jakou se dostal Walter pro svého syna před mnoha lety, tento způsob by dokonce mohl roztříštit oba vesmíry. Je ještě třetí varianta – Olivie, sama se na druhou stranu ale nedokáže přenést. Massive Dynamic se podařilo tři kortexifanové subjekty dostat pod kontrolu: James Heath dokáže léčit nemoci, Sally Clarková je pyrokinetik a Nick Lane dokáže přenášet emoce. Nina totiž poslala Bellovi zprávu, kde se mají všichni na druhé straně setkat, otázkou ale je, jestli Bell tuto zprávu vůbec dostal. Všichni se dostanou na druhou stranu a na místo přijíždí oddělení Vzorce z paralelního vesmíru - jsme zpátky v úvodu dílu. James však náhle zkolabuje a umírá, i ostatním, kromě Olivie a Waltera, není dobře. Mezitím si oddělení Vzorce vyžádá ministr obrany USA - ministrem není nikdo jiný než AlterWalter. Pro diváky AlterOlivie objasní, co znamená oddělení Vzorce na druhé straně - jedná se o zvláštní pomocnou větev Ministerstva obrany. Primárním zaměřením jsou přírodní a živelní katastrofy, které začaly v roce 1985 událostí Zero na Reidenském jezeře. Jedná se o díry ve struktuře vesmíru. AlterWalter jí prozradí, že se nejedná o přírodní katastrofy, ale o katastrofy způsobené člověkem. Také týmu prozradí, při nedávné události pronikli do jejich světa vetřelci - náš tým, kteří chtějí zničit jejich svět, a proto musí být rychle nalezeni. Peter se probouzí a setkává se svou skutečnou matkou. Prohlíží si podobné plány přístroje těm, které dostala Olivie od Pozorovatele, ale netuší, že je přístroj nebezpečný. Náš tým mezitím přijde do parku, kde měli schůzku s Bellem, ale jsou nalezeni, Nick je postřelen a umírá, jeho přítelkyně Sally společně s ním. Olivii a Walterovi se podaří včas uniknout, ale Walter je postřelen a před nemocnicí omdlí. AlterOlivie přichází do svého domu, kde ji vidíme s přítelem, není to jakýsi Frank. Z venku je pozoruje Olivie, kterou si najde Bell.
Na druhé straně, 2. část (Over There: Part 2)
Poslední díl této série navazuje na díl předchozí. Peter se setkává se svým otcem - AlterWalterem, který je ministrem obrany. Ten dostává zprávu, že v nemocnici byl přijat on - lépe řečeno jeho alternativní já - náš Walter. AlterOlivie a AlterCharlie jsou vysláni do nemocnice, aby našeho Waltera zajali, ale naše Olivie s Bellem ho včas najdou a odvezou. AlterOlivie zjistí z bezpečnostních kamer, že vetřelci v jejich vesmíru jsou její alternativní já a alternativní ministr obrany - naše Olivie a náš Walter. Náš Walter, Bell a Olivie se rozdělí - Bell s Walterem se rozhodnou sestrojit stroj, který jim může pomoct přejít zpátky do našeho vesmíru a Olivie se vydá najít Petera. Walter s Bellem jedou do ministrovy bývalé laboratoře v Bostonu, který je skoro celý uzavřen v karanténě - tuhém jantaru, který uzavírá černé díry a díry v časoprostoru. Olivie mezitím navštíví AlterOlivii a dojde k rvačce, ale naše Olivie zvítězí a přestrojí se za AlterOlivii. Venku na ní čeká AlterCharlie a Olivie si vymyslí důvod, proč jet za Peterem. Jedou tedy za Peterem, Olivie mu předá vzkaz a omráčí AlterCharlieho. Olivie a Peter společně jedou do Opery, což je místo, kde chtějí přejít zpátky do našeho vesmíru. Vše je připravené, Walter s Bellem na místě, ale oddělení Vzorce z druhé strany se dozvídá, že Olivie míří k Opeře a dojde k přestřelce. Většině postav se podaří vyváznout - až na Olivii, kterou omráčí a vymění za AlterOlivii, kterou nasadí do našeho týmu. Bell se obětuje, protože je potřeba energie na přechod, rozloží se na atomy a náš tým se dostane zpátky domů s AlterOlivií na místě Olivie. Na konci dílu AlterOlivie navštíví obchod s psacími stroji, který navštěvují měňavci a píše na stroj: "Infiltrace úspěšná." Peter Walterovi slíbí, že už se nevrátí za AlterWalterem.

### 3. řada
Třetí řada navazuje na konec druhé – Olivie z našeho vesmíru je uvězněná v paralelním a Olivie z paralelního vesmíru se infiltrovala do našeho světa. Zlomovými epizodami této série jsou epizody 8 a 22, při kterých se dějí nejdůležitější věci – v epizodě osm se naše Olivie vrátí do našeho vesmíru a v epizodě 22 Peter nalezne svůj osud ve stroji.
Olivie
Tento díl se odehrává v paralelním vesmíru a navazuje na konec 2. série. Olivie, která byla oddělena od našeho týmu během akce v paralelním vesmíru je uzavřena v zařízení na Ministerstvu obrany. AlterWalter se snaží přesvědčit naši Olivii, že je AlterOlivií pomocí přenosu vzpomínek. Jednoho dne, když Olivii podávají množství, které muže být smrtící, Olivie uteče a pokusí se dostat do našeho vesmíru. Jako řidič jí poslouží nová postava – Henry Arliss Higgins, taxikář, na kterého si to Olivie namíří revolverem. On jí nejdříve koupí oblečení, protože pobíhat po New Yorku v nemocničním hábitu by nejspíše vzbudilo pozornost, pak jí zaveze na místo, kde by mělo stát Massive Dynamic, ale není zde, v paralelním vesmíru zřejmě nikdy nebylo založeno. Olivie se nechá zavést k Opeře, ve které chce přejít zpět na naší stranu, ale Opera je uzavřena do jantaru. Vzpomene si na jednu adresu, ale aby sem dorazili, musí Henry natankovat na jedné pumpě. Oddělení Vzorce je najde podle sledovacího zařízení v autě a je možné vidět, že nikdo kromě AlterBroylese a AlterWaltera neví o výměně Olivií. Olivie s Henrym utečou a z Olivie se stane ostrostřelec – mine AlterCharlieho, protože je pro ni cenný, jelikož v našem vesmíru zemřel a trefí se těsně do nádrže za ním. To, že se z ní stane ostrostřelec, a že během cesty začne vykládat o jiném příteli než o Peterovi je důsledkem toho, že vzpomínky AlterOlivie se přenesly přes bariéru v mozku pomocí adrenalinu. Když s Henrym dojedou na místo, Henry odjede a my zjistíme, že AlterOliviiny vzpomínky plně ovládly Oliviinu mysl – ten dům, kam přijeli, je dům matky AlterOlivie. V závěru dílu si oddělení Vzorce uvědomí, že se Olivie nachází u matky a Olivie již není nadále držena v zařízení na Ministerstvu obrany.
The Box
Tento díl se odehrává v našem vesmíru a navazuje na konec druhé série, kdy se AlterOlivie infiltrovala do našeho oddělení Vzorce. Na začátku dílu ukradne několik mužů součástku, která patří do stroje, který chce sestrojit AlterWalter. Cílem této krádeže je dát součástku Peterovi, což se nakonec povede.
The Plateau
Tento díl se odehrává v paralelním vesmíru a pojednává o muži, který dokáže spojit několik shod náhod a zabít jimi lidi. Mezitím naše Olivie, jenž si myslí že je AlterOlivie nastupuje znovu do své práce. Broyles má obavu o zapojení pro něj falešné Olivie do práce. Walter ho znovu ubezpečuje o důležitosti mise a samotné Olivie, jenž jako jediná dokáže bez újmy přecházet mezi oběma světy. Metoda, jak přesvědčili naši Olivii, že je AlterOlivie ale není úplně spolehlivá – při ohledávání místa činu se jí zjeví Peter. Na konci dílu je Olivie jediným možným člověkem, který může pachatele – Mila chytit. Počítal s tím, že když proběhne oblasti s nízkou hladinou kyslíku, tak si vezme masku, ale Olivie nezná protokol, že by si ho měla vzít a nespadne na ní hromada cihel, kterou na ni chtěl shodit. Walter mezitím připravuje způsob, jak přimět, aby byla Olivie schopna přejít mezi oběma světy – vysvětlí jí, že má možná možnost přecházet mezi vesmíry jako Olivie z "našeho" vesmíru, a protože si Olivie není vědoma, že ona je Olivie z "našeho" vesmíru, tak na pokusy přistoupí. Na konci dílu jede Oliviin přítel do Severního Texasu pomáhat lidem nakaženým neštovicemi. Olivii se znovu zjevuje Peter a říká jí, proč dnes nezemřela. Nezemřela proto, že neznala onen protokol. Zdá se, že Olivie se začíná měnit zpět do naší Olivie.
Do Shapeshifters Dream of Electric Sheep?
Tento díl se odehrává v tomto vesmíru. Díl začíná v Brooklynu, kde místní senátor Van Horn kupuje od dětí citrónovou limonádu, kterou na ulici prodávají. Když odjíždí pryč, je jeho automobil sražen náklaďákem, a on je převezen do nemocnice. Na místo přijíždí také Van Hornova manželka a Broyles, který je jeho starým přítelem, ale také Thomas Jerome Newton, který se pokusí získat jeho tělo a prostřelí ho – všimneme si, že je měňavec. Mezitím je přečtena závěť Williama Bella, ve které odkazuje společnost Walterovi. Walterovi se podaří částečně měňavce oživit, ale nechá si tělo převést do Massive Dynamic, kde je modernější vybavení a pokouší získat měňavcovy vzpomínky. Olivie informuje Newtona, že Van Horn je naživu a dá mu místo, kde se nachází. Walterovi se podaří měňavce probrat, ten začne nahlas říkat čísla a názvy. Jedná se o názvy hotelů, ve který měli oslavit Van Horn se svojí manželkou výročí. Když si Walter dává jídlo, napadne ho, kde by se mohlo nacházet úložiště dat měňavce. Na místo se dostává i najatý vrah. Walter data nalezne, vrah je ale rychlejší. Walter se uhodí a omdlí, stačí však měňavce zranit. Měňavec předává data Newtonovi, který si data převezme a poté ho zabije. Na místo dorazí i AlterOlivie s Peterem. Peter pomocí kamer zjistil, kam se měňavec z Massive Dynamic vydal, dochází k honičce. Newton je dopaden a zatčen, ještě před tím ale Olivii předá disk s daty. Ta ho poté navštíví ve vězení a předá mu cosi, co při polknutí způsobí měňavcům smrt. Newton ve vězení umírá. Olivie si zavolá Petera k sobě domů a prožijí spolu první milostnou noc.
Amber 31422
Tento díl se odehrává v paralelním vesmíru. Na začátku dílu se naše Olivie nachází v laboratoři, kde vidíme Brandona, jak jí dělá testy. Na scénu přichází i Walter, který jí oznámí, že důvod, proč na ní testy provádějí, je, že Olivie dokáže procházet mezi světy, aniž by se jí cokoliv stalo a že věří, že i ona, jak říkají jejich (ve skutečnosti naše) Olivie to rovněž dokáže. Olivie si bere prášky na potlačení svých představ, ve kterých figuruje Peter. Peter jí znovu promlouvá do duše, že není tou, za kterou se vydává. Případ začíná ve chvíli, když se jeden muž pokusí vyříznout svého bratra z karantény – jantaru, který zamezuje rozpínají černých děr apod. Bratra nakonec vyjme a na jeho místo se dostane zlodějův komplic a tým se vydává do akce. Broyles se setkává s Walterem. Dozvídáme se další informace o použití jantaru a Walter prozradí, že teoreticky jsou všechny uvězněné oběti v jantaru stále živé, ale že jejich vysvobození by narušilo trhliny, které byly jantarem zadělány. Tým přijde na jméno muže, který byl uvězněn v jantaru – Joshua Rose. Zločinec, který se dostal při krádeži v jedné z banky do sejfu, aniž by spustil bezpečnostní zařízení. Byl však při posledním pokusu krádeže chycen do jantaru a uvězněn. Teď byl vyjmut a znovu oživen. Tým se ale mýlí a později na to přijde – uvězněným v jantaru nebyl Joshua Rose, ale jeho bratr, který chtěl Joshuu od krádeže odradit. Na konci dílu Joshua znovu vykrade banku a uvězní se dobrovolně v jantaru. Olivii se znovu zjeví Peter a řekne jí, že má neteř Ellu, která dnes slaví narozeniny. Olivie mu stále nevěří, ale rozhodne se, že chce projít dalším testem a znovu se ponoří do nádrže. Ocitá se ve stejném obchodě se suvenýry jako prvně a zavolá Elle. Když se vrátí do alternativního vesmíru, tak pochopí, že jí lžou a řekne, že viděla jenom černo.
6995 kHZ
Na začátku dílu se ocitáme na několika místech ve stejný čas – v přístavním majáku, v China Town v New Yorku a v New Hampshire v domě ženy – všichni poslouchají rádio (zvukové frekvence) a jsou naladěni na 6955 kHz. Náhle dostanou záchvat, po kterém si nikdo z nich nepamatuje, kým je. Náš tým jde do akce. Během dílu vidíte, že za nitky celého případu tahají měňavci v čele s Olivií a snaží se Peterovi podstrčit knihu o Prvních lidech, o civilizaci, která vymřela před mnoha tisíci lety a byla technologicky vyspělá. V ní jsou souřadnice, které určují polohu součástek stroje, který byl namalován Pozorovatelem a jehož součástky mu dal Walter na prozkoumání během pobytu v paralelním vesmíru. Nakonec souřadnice rozluští a je vytaženo několik desítek součástek patřících ke stroji.
The Abducted
Na začátku dílu vidíme starého muže, který si holí hlavu, omývá se vodou a modlí se a v noci unese chlapce. Olivie znovu vyhledá taxikáře Henryho, potřebuje jeho pomoc, sama se chce dostat pryč z paralelního vesmíru a chce k tomu použít nádrž, která se nachází na Ostrově svobody. Mezitím se tým na druhé straně vydává na místo, kde byl unesen chlapec. Unesen byl Max Clayton, kterému bylo 8 let. Na otiscích prstů pachatel je objevena sacharóza, zjišťujeme, že únoscem je Curkář, který děti unáší co 2 roky. Před čtyřmi lety stejný pachatel unesl Broylesova syna – Christophera. Pachatel vždy svým obětem poškodí imunitní systém, tkáně orgánů a některé děti se dokonce vrátily s rakovinou. Zjišťujeme, že stav Christophera byl na tolik vážný, že se pravděpodobně nedožije ani svých 18. narozenin, nakonec se ale podaří Olivii Broylese zlomit a setká se s jeho synem. Olivie kolegovi Lincolnovi vypráví o případu, s kterým se setkala, když nebyla ještě u oddělení Vzorce. Olivie zde naráží na případ, s kterým se setkala na naší straně, kdy muž odebíral svým obětem podvěsek mozkový, aby díky nim získal mládí. Oběti Cukráře popisovali, že se jednalo o dva únosce, jednoho mladého a druhého staršího. Olivie přijde s teorií, že by se mohlo jednat o jednoho a samého muže, který může z obětí čerpat život, aby sám mohl být mladý. Olivie dostane povolení promluvit si s malým Christopherem, který je slepý. Zpočátku se bojí a Olivii prozradí, že mu Cukrář říkal, že pokud cokoliv řekne, vrátí se. Vzpomene si na modlitbu, kterou si únosce předříkával. Olivie navštíví jednu z církví a reverenda Marcuse. Získají od něj seznam všech věřících, kteří jeho kostel navštěvují. Olivie navštíví jednoho z věřících – Wyatta Toomyho – v jeho bytě. Brzy přijde na to, že se jedná o pachatele, kterého hledají, když se ho rozhodne pronásledovat, zastřelí ho a objeví uneseného Maxe. Když se Olivie setká v docích s Henrym, který ji měl bezpečně převést přes řeku k Ostrovu svobody, vzpomene si, prsty v případu měl i reverend Marcus a je jasné, kam teď míří. Syn Broylese je ohrožen, Marcus se již nachází v jejich domě a hledá Christophera. Marcus je zastřelen Broylesem a jeho syn zachráněn. Olivie v nemocnici navštíví Maxe, kterého zachránila. Když se ji Max ptá, co znamená FBI, slyší je Broyles. Olivii potom řekne, že FBI ukončila svoji činnost před deseti lety a přijde tedy na to, že se Olivie rozpomněla na to, kým opravdu je. Nechá ji uniknout, dluží jí to za záchranu svého syna. Henry Olivii převeze na Ostrov svobody, na něm se dostane do laboratoře a ponoří se do nádrže. Je na čase jít zpět domů, zároveň ale Walter zjistí, že se někdo vloupal do jeho laboratoře. Olivie se ocitne znovu na naší straně v obchodě se suvenýry pod Sochou svobody. Je jí jasné, že na naší straně dlouho nevydrží a tak poprosí uklízečku, která zde zrovna je, aby kontaktovala Petera a řekla mu, že je uvězněna na Druhé straně. Peter telefonát opravdu obdrží, ale Oliviin přechod zastaví Walterovi lidi a uvězní ji v zařízení na Ostrově svobody.
Entrada
Děj se odehrává zároveň v obou vesmírech. Tento díl začíná přesně tak, jak předchozí skončil – Peter obdrží telefonát od vyděšené uklízečky, které předala Olivii vzkaz, že je uvězněna v jiném vesmíru. Následovně Peter prohledává Oliviin počítač a vyzkouší ji – řekne jí větu, kterou může znát pouze Olivie z tohoto vesmíru – Na einai kalytero anthropo apo ton patera toy a Olivie neuspěje. Odvodí si ale, že Peter přišel na to, že ona není jeho Olivií a zparalyzuje ho nějakou látkou. Při odchodu si omylem vezme Peterův notebook a odchází do obchodu s psacími stroji a posílá přes psací stroj zprávu, že je potřeba ji vyzvednout. Mezitím se Walter dohodne s Brandonem, že zabijí naši Olivii a budou zkoumat její mozek. Poté se vracíme zpátky do tohoto vesmíru a Broyles informuje zbytek týmu, že Olivie ukradla jednu součástku stroje, nejspíše tu, kterou v paralelním vesmíru nemohli najít. Pak přijdou na to, kde Olivie komunikovala s druhou stranou a objeví psací stroj, na kterém jsou napsané rozkazy pro Olivii – má se dostavit do Penn Station v Newarku. Mezitím se dostaneme do paralelního vesmíru, kde Broyles mluví s naší Olivií v zařízení na Ostrově Svobody a ta se mu svěří s problémy a s tím, že ji chtějí zabít. Pak je odvezena na operační sál, kde jí mají oddělit orgány od těla, ale vyruší je Broyles, který zabije Brandona a pomůže Olivii dostat se pryč. Když ale Olivie otevře nádrž na Ostrově Svobody, zjistí, že ji vyprázdnili. Rozhodne se tedy dostat do laboratoře v Bostonu a Broyles se rozhodne jí pomoct. Mezitím se v našem vesmíru Olivie nachází ve stanici Penn. Setká se zde s mužem, který jí má pomoct dostat se na druhou stranu. Když jí na dámských záchodcích do těla vstřeluje harmonické tyče, jsou vyrušeni ženou, jež potřebuje nutně na záchod. Tým se mezitím dostane na místo a Peter zpozoruje Olivii s mužem, ti se skryjí na záchodech a muž, měňavec se přemění do těla ženy, co nutně potřebovala na záchod. Peter to ale prokoukne, měňavce zabije a zatkne Olivii. Přejdeme zpátky do paralelního vesmíru, kde se Olivie a Broyles dostanou na Harvard a Olivie je připravena vlézt do nádrže. Poděkuje Broylesovi a dostane se zpět na naši stranu, ale Broylese vystupují vojáci z Ministerstva obrany a zatknou ho. Naše Olivie se dostane na naší stranu, do laboratoře, ale zkolabuje a Astrid jí zavolá záchranku. Walter ve stanici Penn přijde na to, že Olivie přejde zpět do paralelního vesmíru, ale nedokáže tomu zabránit a na jejím místě se najde Broyles – mrtvý s chybějícími končetinami, který nahradil hmotnost Olivie v tomto vesmíru. Olivie se dostane zpět do svého vesmíru a nastupuje do služby zatím co naše Olivie se probírá v nemocnici.
Marionette
V tomto dílu řeší tým případ zavražděných, kterým před smrtí byly vyjmuty orgány, jejichž dárcem byla Amanda Walshová. Tým nakonec zjistí, že pachatelem je muž, který chce Amandu oživit – a podaří se mu to, ale ona následně umírá. Během dílu Peter Olivii řekne, že měl vztah s Olivií. Olivie se vrací do týmu, ale dopadají na ni deprese a v konci dílu řekne Peterovi, že s ním nechce být.
Firefly
Tento díl se zabývá Pozorovatelem. Začíná ve chvíli, když jeden muž žijící v sanatoriu spatří svého 25 let mrtvého syna, který zemřel v roce 1985. Kamery poté zachytí Pozorovatele s tímto chlapcem, jak odcházejí pryč. Muž žijící v sanatoriu, Roscoe Jones si nemůže vzpomenout, co mu syn řekl, ale Walter mu pomůže – Roscoe si vzpomene, že mu jeho syn řekl, že Walterovi může pomoct. Waltera v laboratoři navštíví Pozorovatel a ten mu řekne: "Dej Peterovi klíče a zachraň tu dívku." Ke konci dílu zjistíme, že Pozorovatel vše naplánoval, a že dojde ke chvíli, kdy Walter dá Peterovi klíče, aby mohl dohnat Pozorovatele, který utíká a Walter musí zachránit dívku, kterou postihne astmatický záchvat. Dozvídáme se, že syn Roscoa Jonese, Bobby, zemřel, protože Pozorovatel vytáhl v roce 1985 Waltera a Petera z vody. Peter totiž chytil vážku a jedna dívka o několik kilometrů dál vážku nemohla chytit a nešla domů, její otec se pro ni rozjel v bouřce a neviděl chodce, kterým byl právě Bobby a srazil ho. Chodec srážku nepřežil.
Reciprocity
Celý tým se vydává do tajného zařízení, v němž je sestaven stroj, který existuje i na druhé straně. Tým se setkává s Ninou, která celý projekt vede. Jako diváci vidíme, že se jí stále nedaří najít zdroj, který by stroj spustil. Náhle dojde k výpadkům elektřiny, stoj začne něco spouštět. Peter je zdrojem. Případ, který tým řeší, jsou vraždy měňavců z AlterOliviiny databáze lidí. Nakonec se Olivii podaří rozlousknout kód, kterým jsou měňavci zašifrováni, ale žádného z nich nezachrání. Všechny vraždy provedl Peter, aby získal úložiště dat ze všech měňavců.
Soustřeď se a zeptej se znovu /S03E12/
Oddělení vzorce vyšetřuje případ Warrena Blakea, kterému se kvůli prášku v jedné panence ztratily všechny kosti v těle. Při prohledávání balíčku najdou papírek, na kterém je napsáno „Madison“. Walter v panence najde podivnou věc, která sloužila jako rozprašovač, který používají v armádě. Stopy je zavedou k mariňákovi Aaronu Downeymu. Downeymu se podařilo z jeho domu utéct, ale srazilo ho auto. Olivie si promluvila s jeho přítelkyní Sarah, od které se dozvěděla, kdo je Madison. Walterovi se podařilo najít Simona Phillipse, telepata, který prošel stejnými testy, akorát byl vyřazen, před koncem projektu. Vztah Petra a Olivie se nevyvíjí a Olívie si chce být jistá tím, co Peter cítí. Mezitím útočníky najdou a díky S.Philipsovi zneškodní, ten Olívii ke konci varuje, že "nikdo by neměl vědět, co si druhý člověk myslí" Oliv se tímto způsobem dovídá o tom, že i Peter stále něco cítí k druhé Olivii. V závěrečné scéně s Ninou Sharpovou a Samem Weissem jsou dány dvě důležité informace, prvně ta, že Peter opravdu může obnovit, nebo zničit jeden ze světů, a že to který si vybere záleží na tom, kterou Olívii si vybere.